# Cyclommatus sumptuosus
Cyclommatus sumptuosus is een keversoort uit de familie vliegende herten (Lucanidae). De wetenschappelijke naam van de soort is voor het eerst geldig gepubliceerd in 1902 door Mollenkamp.